# Napanurga
Napanurga est un village de la Commune de Märjamaa du Comté de Rapla en Estonie.